# Konditional reprogrammierte Zelle
Eine konditional reprogrammierte Zelle (von englisch conditional reprogrammed cells, CR-Zellen) ist in der Zellbiologie eine Zelle, die durch äußere Einflüsse vorübergehend manche Eigenschaften einer Stammzelle hat.

## Eigenschaften
Konditional reprogrammierte Zellen können sich in Zellkultur unbegrenzt teilen, solange zwei Faktoren hinzugegeben werden – Fütterzellen und im Zellkulturmedium der Inhibitor der Rho-Kinase Y-27632 (ein Hemmstoff der Rho-associated coiled-coil kinase, auch ROCK-Inhibitor genannt). Sie bilden damit einen Grenzfall sowohl zu Stammzellen wie auch zu immortalisierten Zelllinien. Die Fähigkeit zur Differenzierung und zur Seneszenz blieb bei Ectozervikalzellen nach 200 Passagen unter Hemmung der Seneszenz in Zellkultur erhalten, nachdem die beiden Faktoren abgesetzt wurden. Unter CR-Bedingungen ist die Telomerase temporär aktiv, pRB temporär inaktiviert und die Apoptose gehemmt. Von den Fütterzellen erhalten die CR-Zellen einen noch unbekannten löslichen Faktor, woraufhin in den CR-Zellen Δ133p53α gebildet wird. Im Gegensatz zu Stammzellen werden Sox2, Oct4 und Klf4 nur gering exprimiert.

## Prinzip
Die Fütterzellen sind üblicherweise bestrahlte Fibroblasten, die von Swiss-3T3-J2-Mäusen stammen. Die Strahlendosis wird so gewählt, dass die Zellteilungsfähigkeit der Fütterzellen unterbrochen wird, z. B. 30 Gray. Als Alternative zur Bestrahlung kann eine Behandlung der J2-Fibroblasten mit 2–4 μg/mL Mitomycin C für 1–3 Stunden durchgeführt werden. Danach müssen die J2-Fibroblasten gut gespült werden, damit Reste von Mitomycin C nicht später die Zellteilung der CR-Zellen beeinträchtigen. Sowohl Fütterzellen als auch Y-27632 sind notwendig, um die Zellteilungsfähigkeit der Zellen zu verlängern. Die Reprogrammierung dauert etwa zwei Tage.

## Vor- und Nachteile
Die Reprogrammierung zu CR-Zellen ist methodisch einfach und kostengünstig. CR-Zellen können aus vielen Zelltypen erzeugt werden und die Erfolgsquote einer längerfristigen Kultur liegt bei circa 90 %, im Vergleich zu ≤ 5 % bei der Erzeugung von Zelllinien aus Tumoren. Manche malignen Tumorzellen lassen sich nicht reprogrammieren. Unter CR sind normale Zellen von Tumorzellen morphologisch nicht unterscheidbar, und da in Biopsien oftmals Tumor- und normale Zellen vorkommen, entsteht dann eine Mischkultur mit nicht unterscheidbarer Morphologie. Gelegentlich wachsen normale Zellen unter CR schneller als Tumorzellen, was zu einer Selektion normaler Zellen führt. Die Vorteile der Methode sind das Vermehren von primären (normalen) Zellen in großen Mengen per Zellkultur und die höhere Geschwindigkeit. Zudem sind Dauerkulturen von Zelltypen möglich, für die es keine Zelllinie gibt. Für Experimente können die CR-Zellen durch Absetzen der beiden Faktoren wieder in primäre Zellen differenziert werden, der Vorgang ist reversibel.